# Harald Quedenfeldt
Harald Quedenfeldt (* 17. August 1905 in Düsseldorf; † 21. November 1944 in Neuwied) war ein deutscher Maler, Bühnenbildner und Theatermann im Widerstand gegen den Nationalsozialismus.

## Leben
Harald Quedenfeldt war Sohn des Fotografen Erwin Quedenfeldt und der Emma Quedenfeldt, geborene Rohde. Er verbrachte seine Kindheit und Jugend im Haus in der Rosenstraße 28 in Pempelfort. Er war Mitglied in dem von seinem Vater mitgegründeten Aktivistenbund 1919 und wurde stark von den künstlerischen und politischen Positionen seines Vaters geprägt. Das Kunststudium absolvierte er 1923 bei Hans Rilke. Im Elternhaus wohnte auch sein bester Freund, der Schauspieler Willy Schürmann-Horster, welcher von seiner Familie wie ein Pflegesohn aufgenommen worden war.
Er engagierte sich im Jungaktivistenbund, der Jungen Aktion und der Freien Volksbühne Groß-Düsseldorf. Zwischen 1925 und 1928 gehörten Harald Quedenfeldt und Wilhelm Schürmann-Horster der Notgemeinschaft Düsseldorfer Schauspieler an. Von 1928 bis 1930 arbeitete Quedenfeldt an der Schauspielbühne Bad Godesberg. 1929 wurde er Mitglied der Assoziation revolutionärer bildender Künstler in Düsseldorf und unterhielt Kontakte zur KPD. Quedenfeldt fertigte zahlreiche Plakate für Dichterlesungen unter anderen von Erich Mühsam, Ernst Toller und Bertolt Brecht. Für Agitprop-Truppen schrieb er Lieder und begleitete diese am Klavier. Von 1930 bis 1932 ging er auf Tournee mit der „Truppe des Westens“ und fertigte Bühnenbilder unter anderem für Friedrich Wolfs Die Matrosen von Cattaro (1930) und Cyankali (1929/1930) sowie für das Stück Anarchie in Sillian von Arnolt Bronnen.
1937 zog er gemeinsam mit Schürmann-Horster nach Berlin. 1938 kehrte der nach Düsseldorf zurück und arbeitete am Theater in Neuss als Bühnenbildner. Weihnachten 1941 lieferte Quedenfeldt das Bühnenbild für die Operette Die Fledermaus in Konstanz, wo Schürmann-Horster eine Stelle als Dramaturg und Werbeleiter hatte. Anfang 1943 war Quedenfeldt mit dem Rheinischen Landestheater nach Holland gegangen. Fast zeitgleich 1943 flog die Widerstandsgruppe Rote Kapelle auf. Schürmann-Horster wurde in Konstanz verhaftet und im September  1943 hingerichtet. Bei Quedenfeldts Rückkehr nach Deutschland wurde er im Rheinland verhaftet und kam am 21. November 1944 in eine Arrestzelle von Neuwied, wo er unter ungeklärten Umständen starb.
Im Archiv der Akademie der Künste Berlin befinden sich in der Sammlung Wilhelm Schürmann-Horster mehrere Bühnenbildervon Harald Quedenfeldt, u. a. zu Inszenierungen der Truppe des Westens.